# Emil Kolben
Emil Kolben (1. listopadu 1862, Strančice – 3. července 1943, Terezín) byl jeden z nejvýznamnějších českých elektrotechniků a podnikatelů, zakladatel továrny Kolben a spol. a generální ředitel a hlavní akcionář Českomoravské-Kolben-Daněk (ČKD). Zemřel v koncentračním táboře Terezín.

## Život a dílo

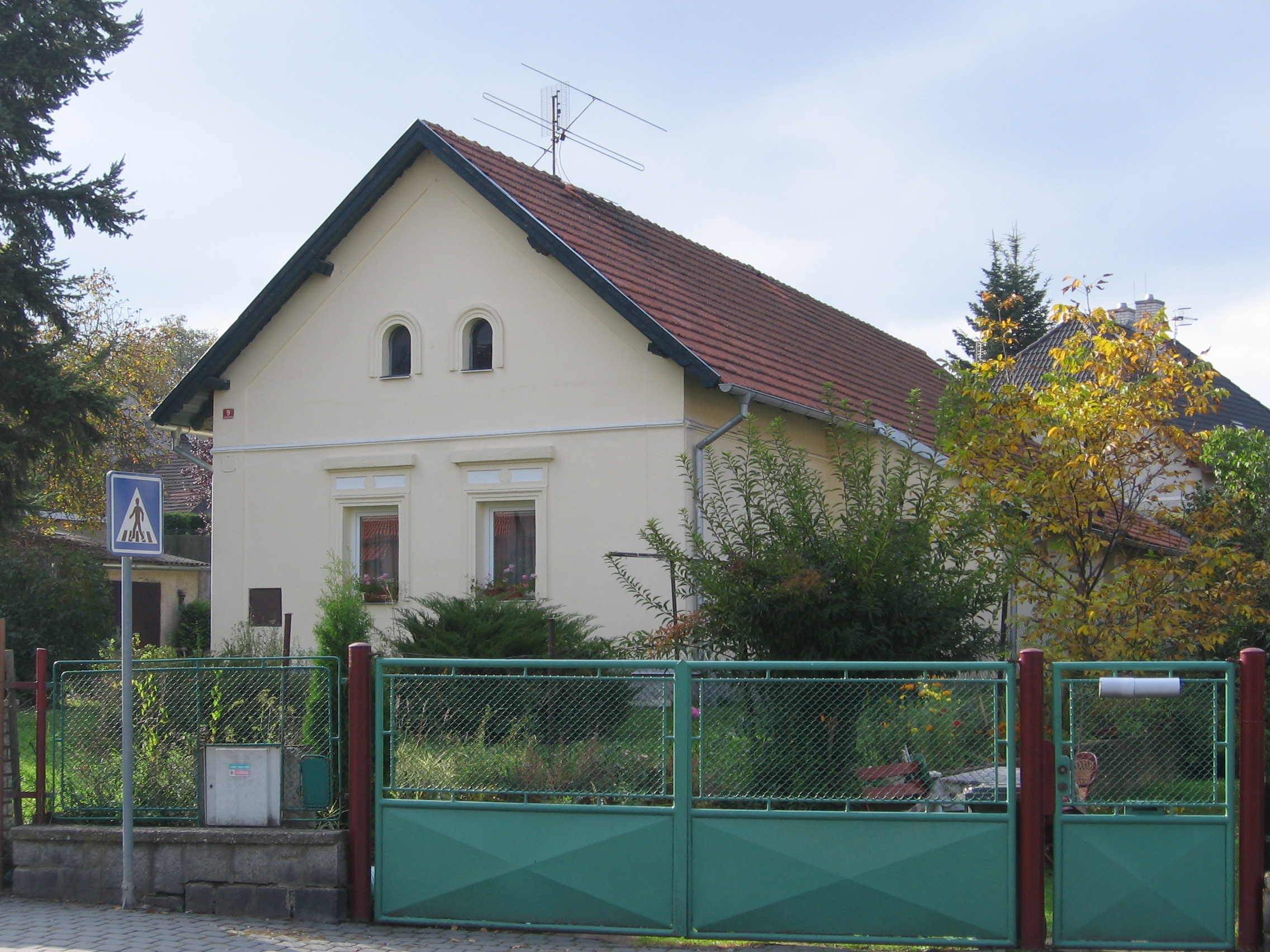
Strančice č. p. 9 – Kolbenův rodný dům

### Původ
Nejstarší zmínka o židovské rodině Kolbenů ve Strančicích pochází z roku 1787, kdy podle zápisu ve familiantské knize dostal sklenář David Kolben povolení k sňatku. Jeho vnuk Joachim (1828–1912), domkář a obchodník, se roku 1862 oženil s Františkou Freundovou z Radějovic, v jejichž rodině se mluvilo německy. Z jejich manželství vzešlo devět dětí, z nichž nejstarší byl Emil. Jeho bratr Alfréd (1874–1942) se stal také inženýrem a zpočátku s Emilem spolupracoval na vývoji elektrických strojů, později se stal ředitelem průmyslové školy v Brně.

### Vzdělání a počáteční praxe
Emil Kolben absolvoval vyšší reálné gymnázium na Malé Straně v Praze, poté vystudoval elektrotechniku a strojnictví na německé vysoké škole technické v Praze. Studium dokončil roku 1887 s vyznamenáním a po jednoroční elektrotechnické praxi obdržel od Zemského výboru na dva roky Gerstnerovo cestovní stipendium ve výši 1 200 zlatých, které mu umožnilo studijní pobyt v zahraničí. Nejdříve se seznámil s některými průmyslovými podniky v Evropě (Curych, Paříž, Londýn) a ještě v roce 1888 odplul i se svojí ženou Malvínou (1863–1940) na pět let do Spojených států.
Nejdříve podnikal studijní cesty po USA, ale brzy získal zaměstnání jako elektroinženýr v konstrukčním oddělení firmy Edison Machine Company v Schenectady, předchůdce dnešní General Electric. Tam ho dne 3. srpna 1888 osobně přijímal Thomas Alva Edison se slovy: „Budeme dobrými nepřáteli, ale budeme se snažit být vždy dobrými spolupracovníky.“ Později se stal Edisonovým přímým spolupracovníkem ve vývojových laboratořích firmy ve městě Orange v New Jersey. Jelikož se zde osvědčil, byl jmenován do funkce vedoucího inženýra. Roku 1889 jej Nikola Tesla přizval ke zkouškám vícefázových elektromotorů do laboratoří své firmy Tesla Electric Company v New Yorku. Tato zkušenost velmi přispěla ke Kolbenově orientaci na využití střídavého proudu a tím i k jeho celoživotnímu úspěchu. Kolbena s Teslou sbližoval i podobný styl práce – oba pracovali systematicky na základě tehdejších vědeckých poznatků a teorií, zatímco samouk Edison vynalézal spíše intuitivně. Na rozdíl od Tesly se ovšem Kolben nakonec rozešel s Edisonem v dobrém a jejich přátelství později Kolbenovi pomohlo budovat obchodní kontakty. Jeho návrat do Evropy způsobila jeho žena, která si na americký způsob života nikdy nezvykla.
Po návratu do Evropy pracoval v letech 1892–1896 jako hlavní inženýr švýcarské firmy Maschinenfabrik Oerlikon (Strojírna Oerlikon), která vyvíjela generátory a motory na střídavý elektrický proud. Jeho oborem byl přenos energie soustavou s vysokým napětím. Na 125 km dlouhém vedení z Laufenu do Frankfurtu[ujasnit] se prokázala správnost Teslových myšlenek. V Oerlikonu se také setkal s Behn-Eschenburgem, pozdějším vynálezcem jednofázového komutátorového motoru, a dalšími vynikajícími elektrotechniky (Dobrowolski, Arnold, Fischer-Hinnen) a společně zde vytvořili základy teorie i konstrukce asynchronních i synchronních strojů, transformátorů a přenosové soustavy, tedy dílo světového významu. Ve Švýcarsku se Kolbenovým také narodil roku 1895 jejich první syn – Hanuš.

### Návrat do Čech

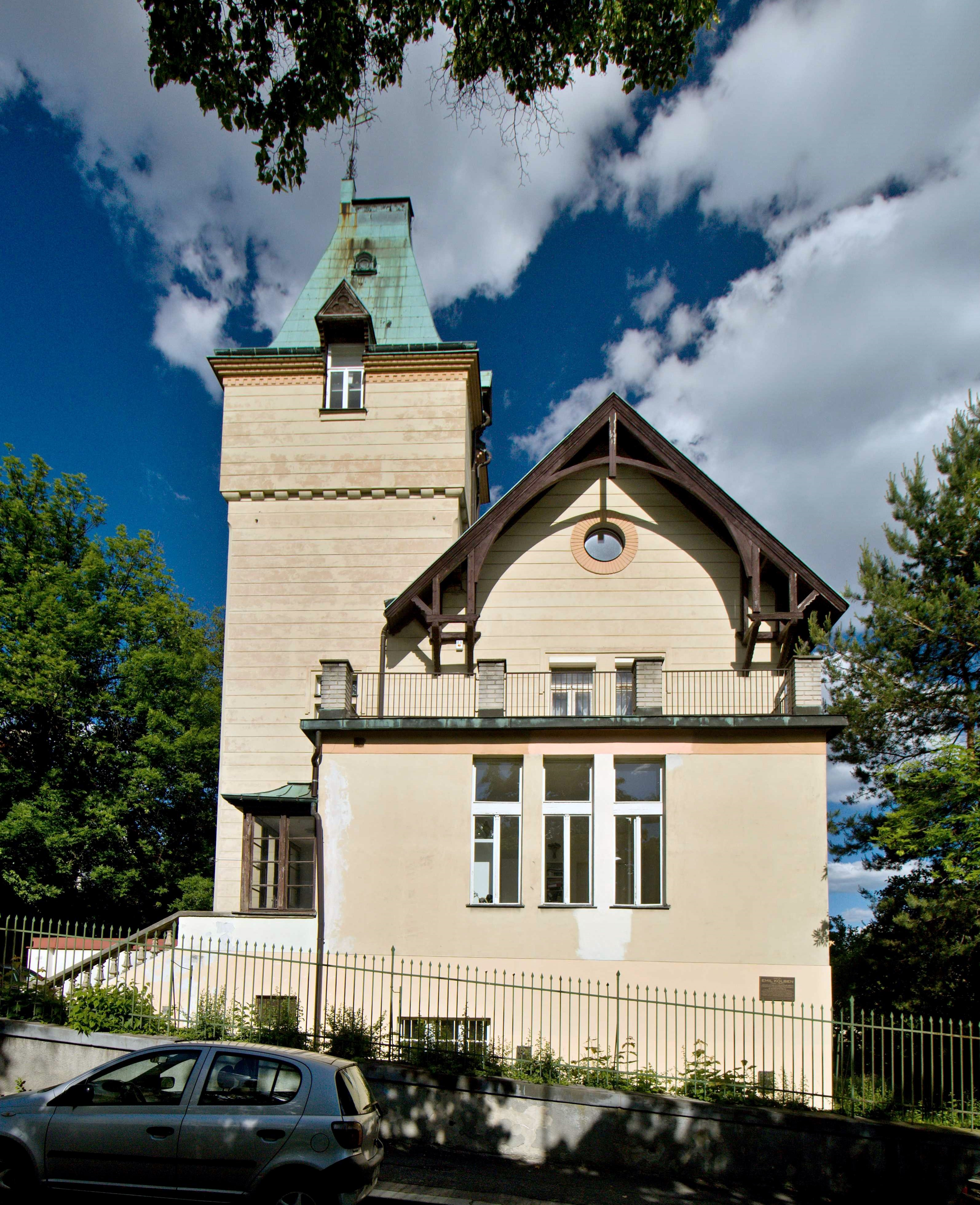
Vila v Hradešínské č. 1 na pražských Vinohradech, tento objekt (v únoru 2014 žlutý) je původní „Červená vila“ Emila Kolbena

Roku 1896 se Kolben s rodinou vrátil do Čech a zabydleli se ve vile Fleissnerka ve Vysočanech. 29. října téhož roku založil s několika tichými společníky, z nichž nejvýznamnější byl Karel Bondy, ve Vysočanech u Prahy továrnu s názvem Kolben a spol., elektrotechnická továrna v Praze-Vysočanech. Dispozici továrny navrhoval sám Kolben na základě svých zkušeností z Evropy i Ameriky, vzniknul tak racionálně uspořádaný závod s moderním vybavením umožňujícím hospodárnou výrobu. Byl sice umístěn na periferii, ale to na druhou stranu umožňovalo jeho budoucí rozšiřování. V době Kolbenova návratu do Čech se chystala v Praze velká investice – stavby městské elektrárny. Stejně jako v Americe i zde vzplály velké diskuze mezi zastánci stejnosměrného a střídavého proudu. František Křižík, „český Edison“, prosazoval stejnosměrnou soustavu, zatímco profesoři Domalíp a Puluj doporučovali třífázovou soustavu. I Kolben se do této diskuze zapojil a k všeobecnému překvapení v soutěži vyhlášené roku 1898 se svoji firmou vyhrál. Počátkem téhož roku 1898 se Kolbenům narodila dcera Gerta a o čtyři roky později dcera Lilly. Brzy poté se stěhovali do tzv. Červené vily v Hradešínské ulici na Vinohradech.
Mezitím Kolbenova firma rychle rostla. Během tří let stoupl počet zaměstnanců z původních 25 na 400. Z počátku dodávala především motory, generátory a jeřábové pohony. Roku 1898 se firma s podporou Živnostenské banky mění na akciovou společnost a od roku 1899 nese název Elektrotechnická akciová společnost, dříve Kolben a spol. Přibyla modelárna, slévárna, kovárna, a elektrárna. Roku 1900 vyrobila firma první lokomotivu, zhotovila kompletní zařízení elektrárny v Holešovicích a na Světové výstavě v Paříži získala zlatou medaili za tisící alternátor. V dalším roce byla zahájena produkce parních válců a turbín a rok poté byly vyrobeny dva alternátory o průměru 7 metrů pro londýnskou elektrárnu. V roce 1907 uzavřela EAS smlouvu s Ringhofferovou strojírnou o vybudování automobilky Praga. Do roku 1910 dodala EAS kolem 10 000 elektrických strojů a zařízení pro 70 velkých elektráren včetně rozvoden, a to nejen v Evropě, ale dokonce až v Tasmánii. V roce 1912 vybavila EAS vodní elektrárnu na pražské Štvanici. Na základě licenčních ujednání i osobních vztahů s firmou Oerlikon nabídl v roce 1910 Rakousko-uherským státním drahám elektrifikaci pražského uzlu systémem 10 kV 16 Hz (1/3 tehdy užívaného kmitočtu 48 Hz). Tato nabídka zůstala bez odezvy.
V roce 1919 zakládá firma Schwechater Kabelwerke GmbH pobočku ve Vysočanech. Jejím podílníkem je i Kolben. V roce 1921 je firma přemístěna do Hostivaře a Kolben přebírá většinový podíl. Tak vzniká Pražská kabelovna, s. r. o., s ochrannou známkou PRAKAB, pozdější Kablo Hostivař.
Kolben nebyl jen úspěšným podnikatelem. Byl také majitelem velkého duševního vlastnictví – licence od něj kupovaly významné elektrotechnické firmy. Kromě toho sepsal mnoho prací věnovaných silnoproudé elektrotechnice a jejímu zavádění do praxe. V roce 1896 vyšel jeho článek Obrat ve strojním průmyslu vývojem elektrotechniky. Jeho pojednání Vliv křemíku na elektrické a magnetické vlastnosti železa z roku 1909 je dodnes aktuální.
Kolbenovi se dostalo i společenského ocenění. V roce 1908 mu německá technika v Praze udělila čestný doktorát. Dvakrát (v letech 1908 a 1910) jej přijal císař František Josef I. a udělil mu Řád železné koruny. V roce 1911 navštívil Prahu na pozvání Emila Kolbena jeho dřívější šéf T. A. Edison. V roce 1912 se stal předsedou Zemského svazu strojírenského průmyslu v Českém království a roku 1919 členem Československé státní obchodní rady.

### Vznik ČKD

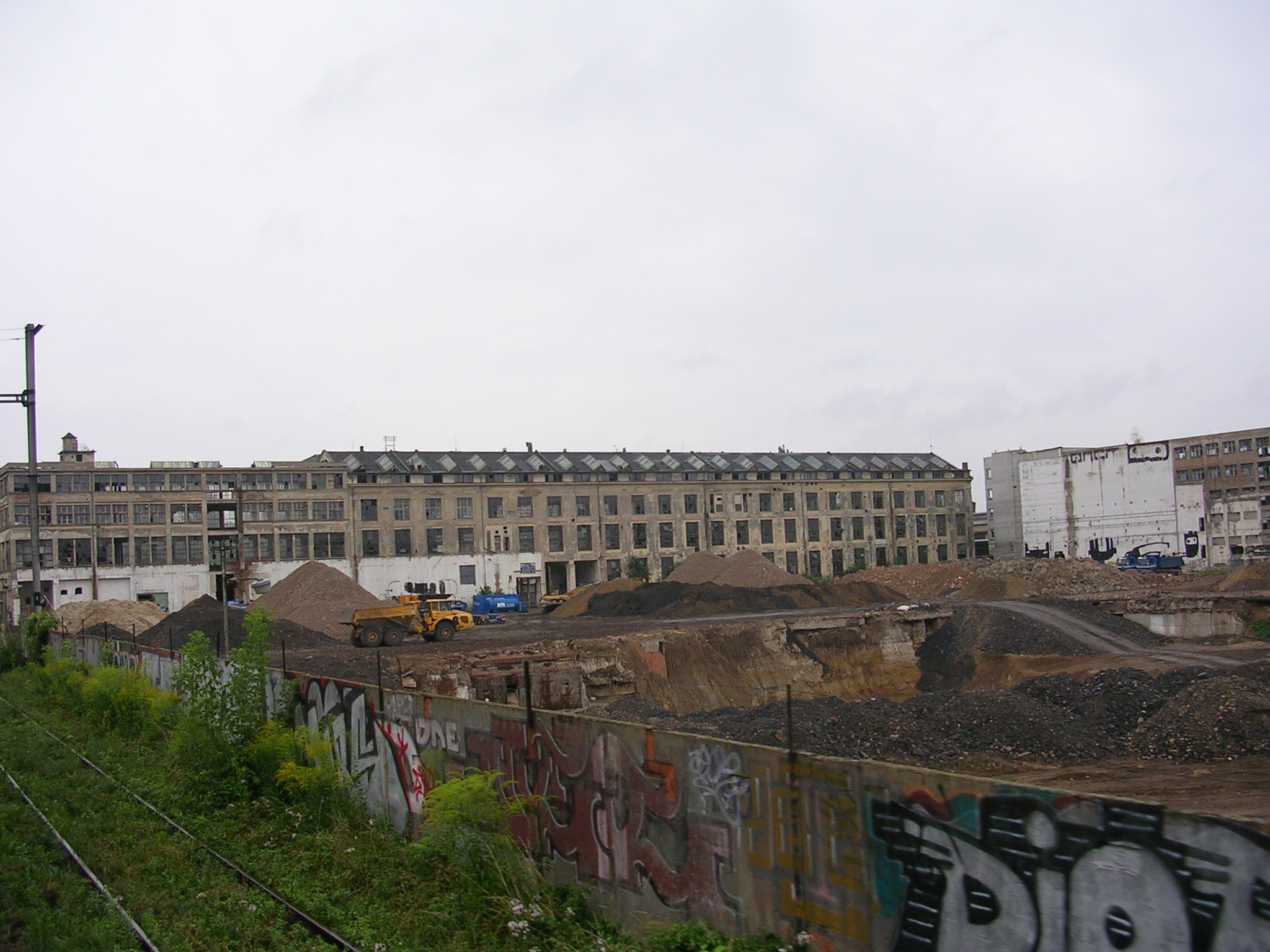
Hala na výrobu elektrických strojů z roku 1923 (vpravo) a expediční sklad z roku 1929 jsou dnes ruinami

1921 došlo ke spojení firmy s První Českomoravskou továrnou na stroje v Praze a společnost se přejmenovala na Českomoravská-Kolben a Emil Kolben (poté, co byl roku 1919 odstraněn z vedení EAS) byl jmenován do funkce ředitele elektrotechniky. V roce 1922 uzavřela firma smlouvu o technické spolupráci s americkou firmou Westinghouse.. V roce 1923 vypracovává firma projekt tepelné elektrárny v Ervěnicích a v dalším roce začíná pracovat na projektu elektrizace železnic. O dva roky později dodává první elektrické lokomotivy.
V roce 1927 došlo k další fúzi. Přičleněním Akciové společností Strojírny, dříve Breitfeld, Daněk a spol. (společnost založená Čeňkem Daňkem), pak vznikla Českomoravská-Kolben-Daněk (ČKD); Emil Kolben se stal jejím generálním ředitelem. V době největšího rozmachu měla 12 tisíc zaměstnanců a měla velmi široký sortiment v souladu s dobovým heslem Vyrábíme vše, od špendlíku po lokomotivu. V roce 1930 zahájila firma dokonce výrobu letadel a od roku 1932 měla významný podíl na elektrifikaci Slovenska. Od roku 1935 dodávala firma tanky a v roce 1936 vyjel první trolejbus pro Prahu.
Významnými událostmi v Kolbenově životě byly oslavy jeho 70. a 75. narozenin. Při druhé jmenované příležitosti mimo jiné pronesl:
| „ | Vyzbrojen rozsáhlými vědomostmi a zkušenostmi ve všech odvětvích silnoproudé elektrotechniky a drže krok s tehdejším nejmodernějším pokrokem ve výrobě elektrických strojů a zařízení, pomyslel jsem v srpnu 1896 na to, že dám své bohaté znalosti a zkušenosti do služeb své české domoviny. V tehdejším Rakousku bylo jen málo menších elektrotechnických výroben, a to pouze v počátečním stadiu vývoje. Zdálo se mi nejlepším, abych sám zřídil moderní elektrotechnickou továrnu ve středu velké průmyslové oblasti, v tradičním sídle vysoce rozvinutého strojírenství: v Praze. Tak vznikla … továrna, která se stala základem dnešního největšího elektrotechnického podniku československého. | “ |

### Transport a smrt

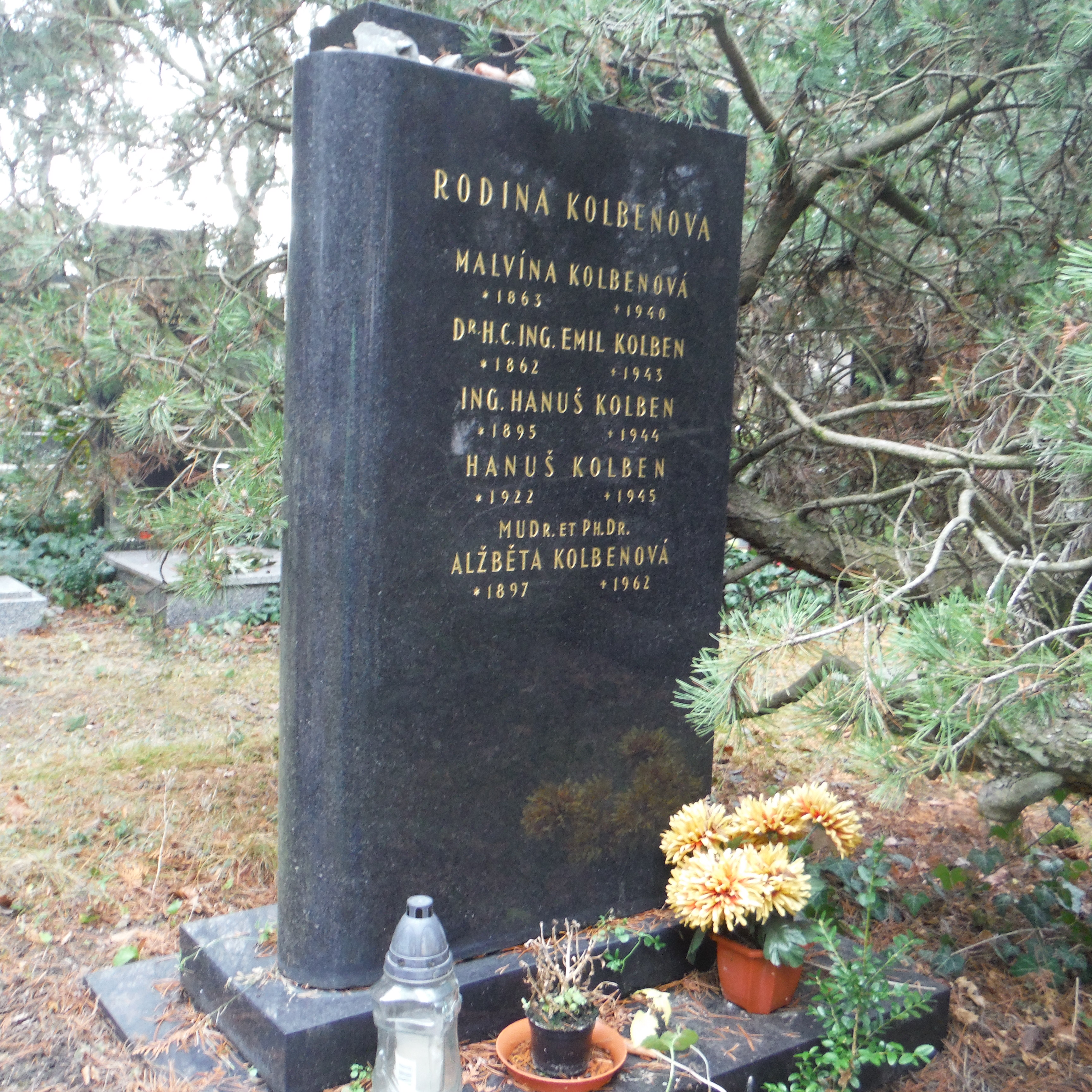
Hrob Emila Kolbena na Vinohradském hřbitově

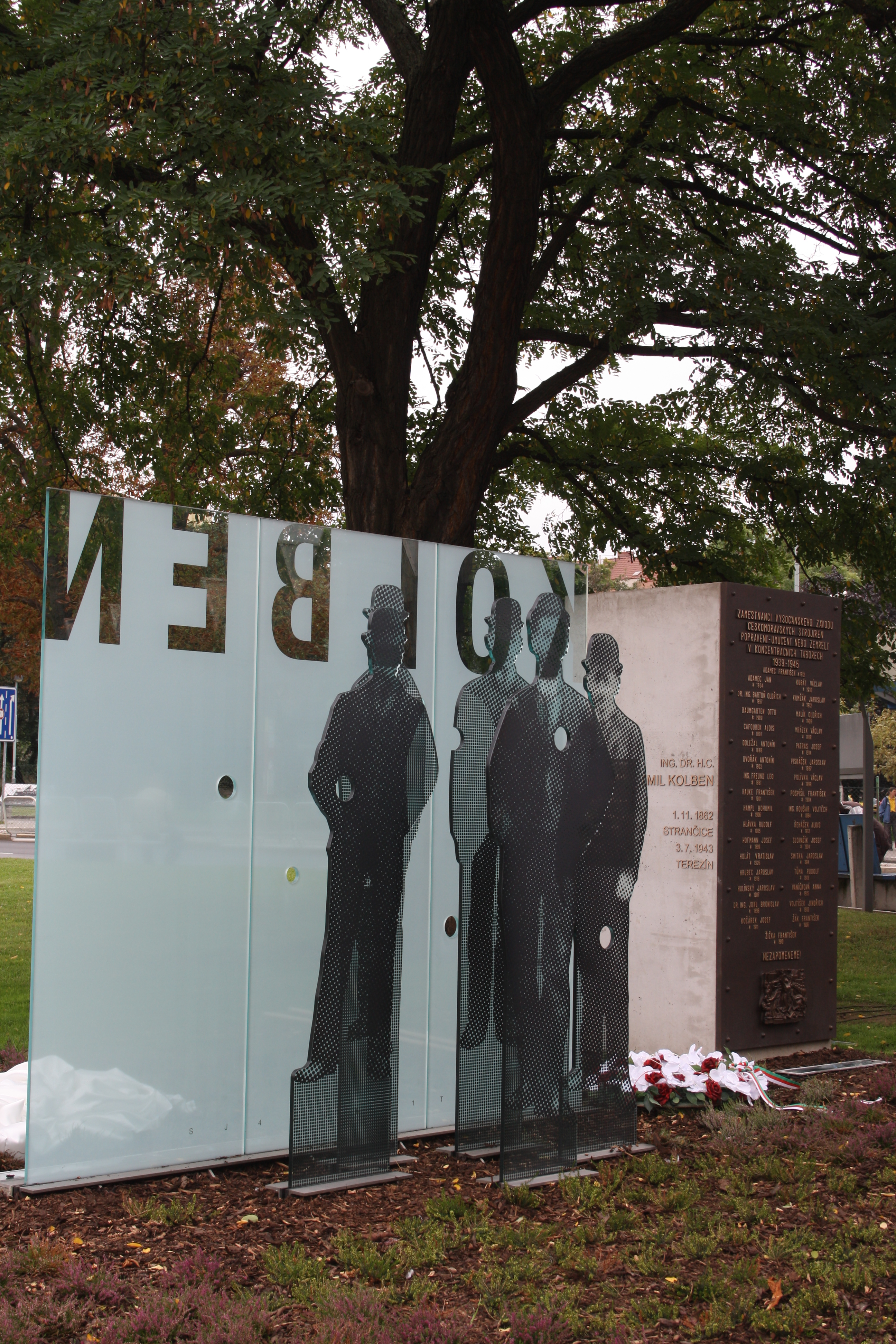
Pomník Emila Kolbena na Náměstí OSN v Praze – Vysočanech

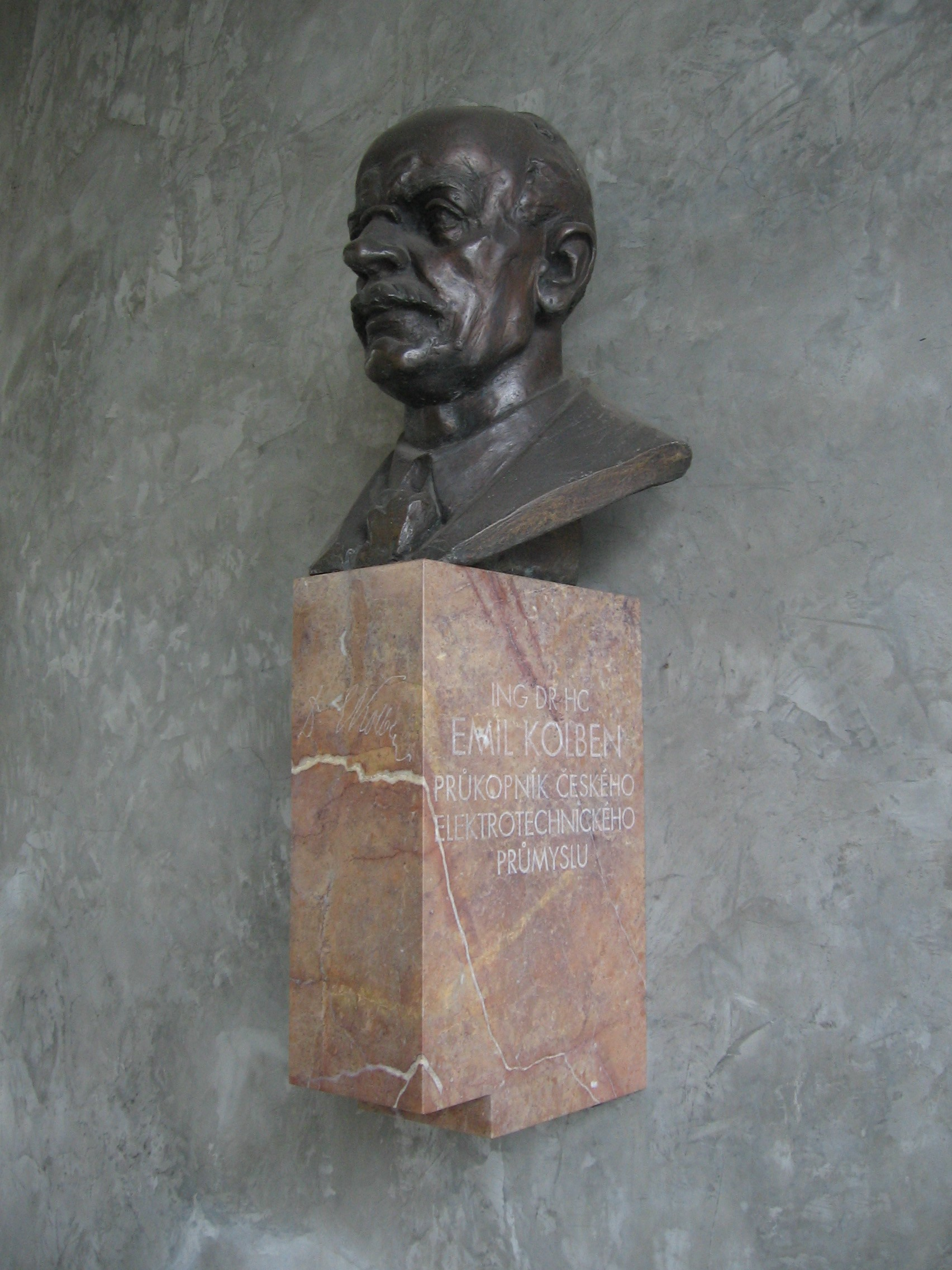
Busta v zákoutí vstupního vestibulu stanice Kolbenova

Od podzimu 1938 mnoho lidí doporučovalo Kolbenovi emigraci, on však odmítal. Jeho syn Hanuš a mladší dcera Lilly s rodinami nechtěli otce opustit, jen starší Greta s rodinou emigrovala v květnu 1939 do Anglie.
Po vzniku protektorátu Čechy a Morava musel Kolben pro svůj židovský původ nejprve odejít z ČKD a prodat své podíly v Káblovce a v Elektroizolační společnosti. V srpnu 1940 zemřela jeho žena Malvína. V roce 1942 byl zatčen a deportován jeho zeť Vilém Lieder-Kolben a dva vnuci. Dne 6. června 1943 byl ve věku 80 let deportován také Emil Kolben spolu se synem Hanušem a vnukem Jindřichem do koncentračního tábora Terezín. Ačkoliv pro něj protektorátní vláda žádala o výjimku, ta mu nebyla udělena. Emil Kolben zemřel 3. července 1943 ve věku 80 let v Podmokelských kasárnách. Podle svědectví vnuka Jindřicha měl u sebe kromě pár osobních věcí kufřík se 180 akciemi ČKD.

## Památka
Ve Strančicích stojí dodnes Kolbenův rodný dům, taktéž se tam nachází Náměstí Emila Kolbena a Základní škola Emila Kolbena.
Podle Emila Kolbena se dnes nazývá stanice pražského metra (linky B) Kolbenova ve Vysočanech, kde byla umístěna i jeho busta, kterou však neznámí pachatelé odcizili koncem července 2013. Ulice ve Vysočanech, která vede podél plochy, na níž stávala Kolbenova továrna, byla po roce 1989 přejmenována na Kolbenovu. Na náměstí OSN v Praze 9 byl na podzim roku 2014 vybudován pomník k uctění památky Emila Kolbena.